# Yoon Jeung-hyun
Yoon Jeung-hyun (nascido em 19 de setembro de 1946, em Masan) é um político sul-coreano.
Ele graduou-se na Universidade Nacional de Seul. Tornou-se Ministro de Estratégia e Finanças em 10 de fevereiro de 2009, permanecendo no cargo até 2011. Foi primeiro-ministro interino da Coreia do Sul no período de 11 de agosto a 30 de setembro de 2010.